# اگراگاون
اگراگاون (به لاتین: Agragaun) یک منطقهٔ مسکونی در نپال است که در Bheri Zone واقع شده‌است.

## خصوصیات
اگراگاون ۲٬۳۷۰ نفر جمعیت دارد.